# Cyro Garcia
Cyro Garcia (Manhumirim, 26 de outubro de 1954) é um ex-bancário, historiador, professor, militante socialista e político brasileiro. Formou-se em Direito pela Faculdade Nacional de Direito da  UFRJ e obteve mestrado e doutorado em História pela UFF.

## Política
Fundou e dirigiu o PT e a CUT na década de 1980, presidiu o Sindicato dos Bancários do Rio e foi deputado federal em 1993, por 10 meses, já que era suplente de Jamil Haddad. Expulso do PT, rompeu com a CUT. 
Ingressou no PSTU, do qual é membro desde a fundação em 1994. Um dos dirigentes nacionais, junto com Zé Maria, presidente nacional do partido, atualmente é presidente do PSTU-RJ e membro da CSP-Conlutas. Defende o socialismo baseado nos princípios de Lênin e Trotsky.
Obteve 19.180 votos nas eleições de 2006 para deputado federal pelo Rio de Janeiro e não foi eleito. Tentou também ser governador do Estado do Rio de Janeiro, alcançando mais de 48.000 votos. Em 2016 foi candidato à prefeitura do Rio de Janeiro, conseguindo 5.759 votos, com um total de 0,19% dos votos, sendo o último na eleição, excluindo a candidata do PCO, Thelma Bastos, que teve a sua candidatura impugnada.
Nas eleições de 2018, Cyro Garcia foi candidato a senador pelo estado do Rio de Janeiro pelo Partido Socialista dos Trabalhadores Unificado (PSTU). A candidatura do historiador foi anunciada na convenção estadual do PSTU, realizada no dia 2 de agosto de 2018. No mesmo evento, a professora Dayse Oliveira foi confirmada como candidata da legenda ao Governo do Estado do Rio de Janeiro. No pleito, Cyro obteve 45.588 votos (0,33% do total de votos válidos), não se elegendo ao cargo disputado.
Em 24 de julho de 2024, o PSTU oficializou a candidatura de Cyro Garcia à Prefeitura do Rio de Janeiro.